# Entre pitos y flautas
Entre pitos y flautas é um filme de curta-metragem animado argentino, dirigido e escrito por Quirino Cristiani e lançado em 1941.

## Visão geral
O tema do curta é futebol e ganhou um prêmio concedido pela prefeitura de Buenos Aires em 1941. Foi considerado perdido durante décadas, até que em novembro de 2021 foi encontrada uma cópia em 16 mm. A primeira reexibição após muitos anos foi realizada em agosto de 2022 no Centro Cultural 25 de Mayo, em Buenos Aires. O filme está sob a tutela da Fundação Cineteca Vida.